# شصت و هشتمین جوایز امی ساعات پربیننده
شصت و هشتمین جوایز امی ساعات پربیننده (به انگلیسی: 68th Primetime Emmy Awards) مراسمی است که برای تجلیل از بهترین برنامه‌های تلویزیونی پخش‌شده در ساعات پر بینندهٔ ایالات متحده که بین ۱ ژوئن ۲۰۱۵ تا ۳۱ مه ۲۰۱۶ پخش شده‌اند، برگزار شد. این برنامه که متولی آن آکادمی علوم و هنرهای تلویزیونی است، در یکشنبه مورخ ۱۸ سپتامبر ۲۰۱۶ در تئاتر نوکیا واقع در لس‌آنجلس کالیفرنیا برگزار شد و شرکت پخش رسانه‌ای آمریکا پوشش رسانه‌ای و پخش تلویزیونی آن را به عهده داشت.کمدین معروف جیمی کیمل مجری این برنامه بود .